# Slackers (Film)
Slackers (alternativer Verweistitel: Slackers – Ran an die Bräute) ist eine US-amerikanisch-kanadische Filmkomödie aus dem Jahr 2002. Regie führte Dewey Nicks, das Drehbuch schrieb David H. Steinberg.

## Handlung
Dave Goodman, Sam Schechter und Jeff Davis schaffen ihr Studium an der Holden University mit Betrügereien. Eines Tages wird Goodman von dem Studenten Ethan Dulles beim Mogeln erwischt. Dulles erpresst die drei Freunde und fordert Tipps, wie er die Studentin Angela Patton erobern kann. Er singt neben anderen Versuchen für die Frau ein Liebeslied. Goodman verliebt sich jedoch selbst in Patton.

## Kritiken
Der Film wurde mit weit überwiegend negativen Kritiken bedacht. Basierend auf der Auswertung von 105 Kritiken weist Rotten Tomatoes eine Zustimmungsquote von lediglich 10 Prozent aus.
Film-Dienst schrieb, der Film sei eine „neuerliche Teenager-Komödie nach dem immergleichen Schema, die für sinnentlehrte Unterhaltung mit abgestandenen Gags und abgeschmackten Witzchen“ sorge.
David Nusair schrieb in Reel Film Reviews, der Film sei ziemlich mittelmäßig und dürfte allenfalls am Eröffnungswochenende ein bescheidenes Einspielergebnis erreichen, bevor er in Vergessenheit gerate. Es gebe weder überzeugende Charaktere noch eine schlüssige Handlung; die erste halbe Stunde bestehe aus nicht zusammenhängenden Szenen. Nusair lobte die „energiebeladene“ Darstellung von Jason Schwartzman („Schwartzman (...) seems to be having a great time and his kinetic energy is fun to watch“).

## Hintergründe
Der Film wurde in Los Angeles, in Riverside (Kalifornien) und in Redlands (Kalifornien) gedreht. Seine Produktionskosten betrugen schätzungsweise 11 Millionen US-Dollar. Der Film startete in den Kinos der USA am 1. Februar 2002 und spielte dort ca. 4,8 Millionen US-Dollar ein.